# Hornsby Heights
Hornsby Heights är en del av en befolkad plats i Australien. Den ligger i kommunen Hornsby Shire och delstaten New South Wales, i den sydöstra delen av landet, omkring 24 kilometer nordväst om delstatshuvudstaden Sydney.
Runt Hornsby Heights är det mycket tätbefolkat, med 1 463 invånare per kvadratkilometer.. Närmaste större samhälle är Hornsby, nära Hornsby Heights. 
Runt Hornsby Heights är det i huvudsak tätbebyggt. Genomsnittlig årsnederbörd är 1 380 millimeter. Den regnigaste månaden är februari, med i genomsnitt 200 mm nederbörd, och den torraste är juli, med 36 mm nederbörd.